# 梁成福
梁成福（1946年—），是台灣醫師、陶瓷雕刻家，知名於與書畫家李元慶的合作。

## 生平

### 醫師生涯

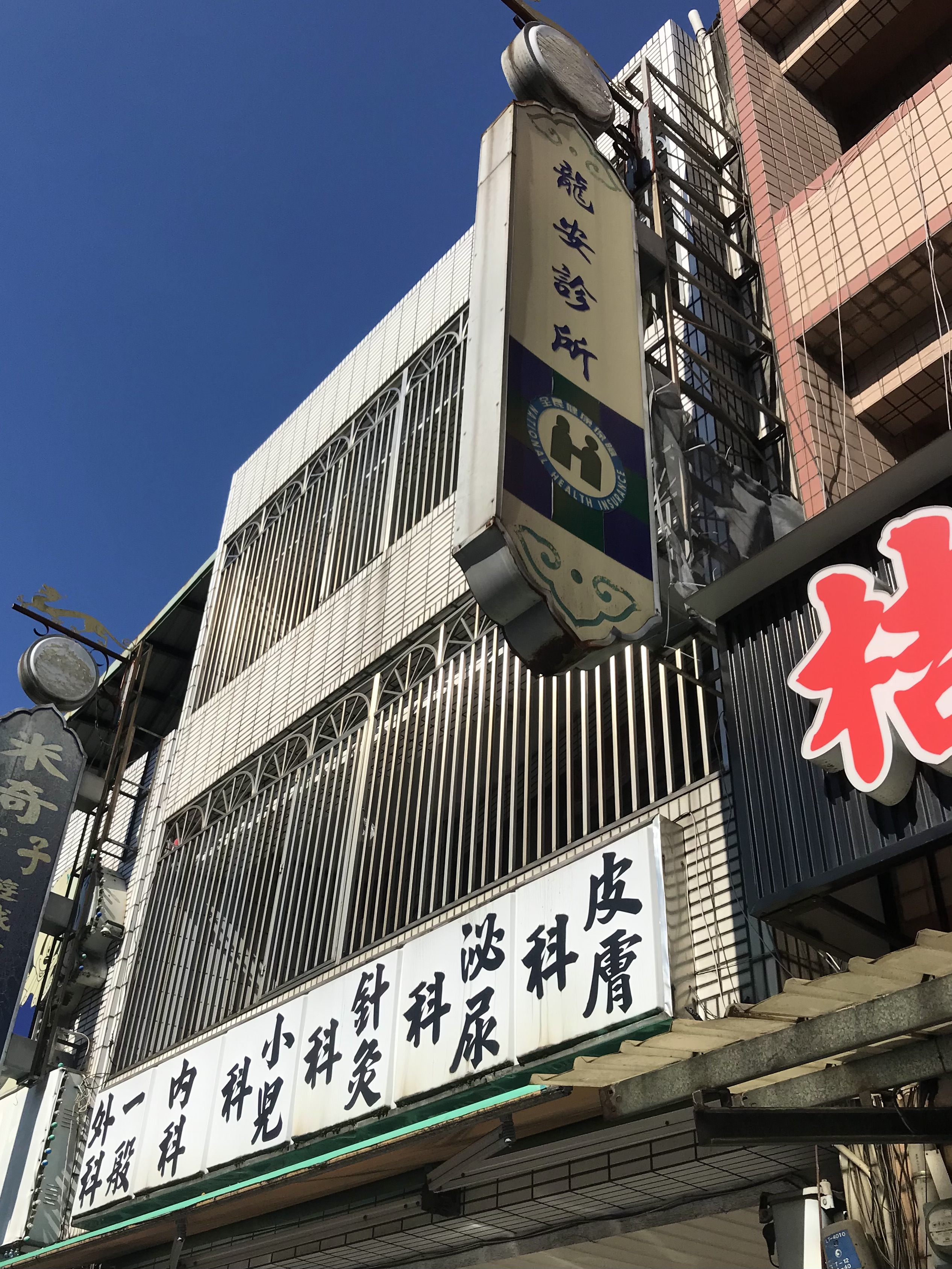
龍潭龍安診所

梁成福是出生自桃園縣龍潭區三和村的客家人，1966年自國防醫學院專科畢業，於桃園陸軍八一二醫院擔任外科醫師；1972年回鄉服務，在龍潭開設龍安診所，執業超過五十年，並擔任桃園市醫師公會理事，還義務擔任法醫顧問，在大園空難、九二一地震等災害中為罹難者相驗。2009年，梁成福創立桃園市基層醫療協會。2021年獲得台灣醫療典範獎。

### 藝術成就
梁成福自60歲開始學習雕刻，拜梁秀中為師。梁成福在看診之餘，每天至少花四小時進行創作，其診所便是創作工坊。2008年，梁成福結識書畫家李元慶，兩人臭味相投，便攜手創作。由李元慶在陶坯上寫毛筆字，梁成福再以刀雕刻，之後送到臺華窯燒製而成。兩人合力撰寫及雕刻了《大悲咒》、《心經》、《金剛經》等佛教經文，《將進酒》、《念奴嬌》等中國詩詞，〈高山青〉、〈雨夜花〉、〈何日君再來〉等民謠歌詞以及〈綠島小夜曲〉、〈青花瓷〉等流行歌詞。之後兩人也開辦展覽，展出多件瓷刻作品，其作品已被中華民國總統府、北京故宮博物院、法國羅浮宮、朝鲜中央历史博物馆所收藏。2014年，兩人的《金剛經》瓷刻大瓶應邀參加中法建交五十周年紀念藝術展。

### 其它領域
梁成福在2006年創立桃園縣龍潭鄉三洽水休閒農村發展協會，推動三和社區營造；在2009年創立中輟學生柔道隊；此外他還在桃園開設餐廳「松葉園」，擔任小農手匠發展協會榮譽理事長。

## 個人生活
梁成福已婚，女兒梁菲為藝人。